# قائمة فرق كرة القدم التي تلعب بغير بلدانها
هنالك العديد من أندية اتحاد كرة القدم في أنحاء العالم التي تلعب في بلدان غير بلدانها. شروط المنافسة في الدوريات الخارجية لابد أن تتماشى مع شروط الاتحادات القارية، فيتم تعيين كل حالة على حدة من قبل الاتحاد الدولي لكرة القدم وكذلك كل من الاتحاد والرابطة الوطنية لكرة القدم المعنية.
الأندية التي في الدولة المنحلة والتي اندمجت مع أندية أخرى، أو الدول التي توقفت المنافسة في نظام الدوري فيها، ليست مدرجة في هذه المقالة.

## المملكة المتحدة وأيرلندا
المملكة المتحدة تمتلك أربعة عضويات الفيفا البلدان الأعضاء بدلا من واحدة. ولذلك تحتسب بعض الأندية التي تلعب خارج ما يمكن اعتباره 'وطن'.

### إنجلترا / اسكتلندا
←  : الأندية الإنجليزية في اسكتلندا.

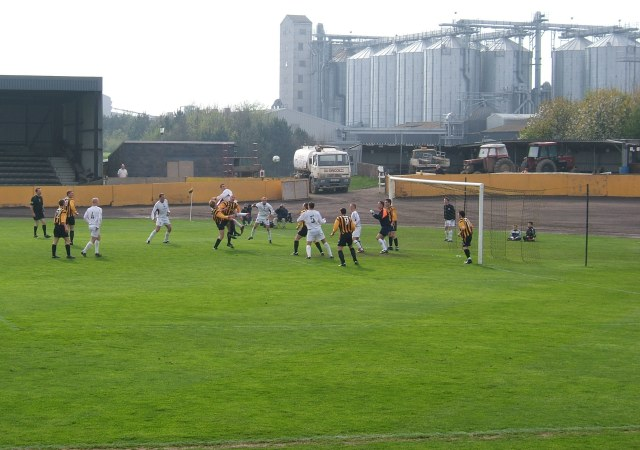
Shielfield Park, ملعب فريق Berwick Rangers, فريق إنجليزي يلعب في الدوري الإسكتلندي

- يلعب برويك رينجرز في الدوري الإسكتلندي للدرجة الثانية منذ موسم 2015-2016
- انضم تويدماوث رينجرز في 2016 إلى التصنيف السادس من الدوري الإسكتلندي لكرة القدم في شرق اسكتلندا.

 ←  : الأندية الاسكتلندية في إنجلترا.
- لعب نادي جريتنا في الدوري الإنكليزي لكرة القدم حتى عام 2002 بعدما انتقل إلى الدوري الإسكتلندي لكرة القدم.
- لعب نادي آنان الرياضي في الدوري الإنكليزي لكرة القدم من عام 1952 حتى عام 1977.
- كانت هناك مقترحات لضم سلتيك ورينجرز للعب في البطولات الإنجليزية، ولكن صُرف النظر عنها.[1]

### إنجلترا / ويلز
←  : الأندية الإنجليزية في ويلز.

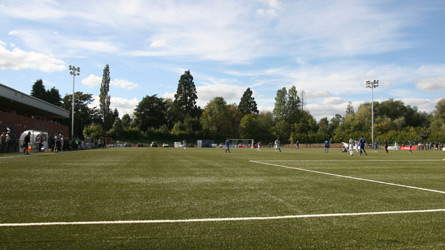
The New Saints في الدوري الويلزي يلعب في ملعب Park Hall في البلدة الإنجليزية Oswestry

- الجديد القديسين (سابقا إجمالي حلول الشبكة)، واحد من اثنين فقط من كامل أندية المحترفين في الدوري الويلزي الممتاز، يمثل كل من ويلز قرية Llansantffraid-ym-Mechain وبلدة اللغة الإنجليزية من وأوسويستري (الأماكن هما 8 ميل/13 كم عن بعضها البعض)، منذ اندماجها في عام 2003 مع المتعثرة ماليا وأوسويستري بلدة إنجليزية النادي الذي لعب في كرة القدم الويلزية هيكل. منذ موسم 2007-08، فقد لعبت في وأوسويستري، في حين لعب سابقا في Llansantffraid-ym-Mechain. العادية المتنافسين إلى الويلزية لقب الدوري الممتاز وكأس ويلزالجديدة القديسين مثلت ويلز في المسابقات الأوروبية.
- نيوكاسل A. F. C. من نيوكاسل، شروبشاير اللعب في ويلز لكرة القدم نظام (منتصف ويلز جنوب الدوري).
- بكنل F. C. من بكنل، شروبشاير لعبت في ويلز لكرة القدم نظام (منتصف ويلز جنوب الدوري) حتى موسم 2014-15.[2]
- Trefonen F. C. اللعب في ويلز لكرة القدم نظام (Montgomeryshire الدوري).
- Morda المتحدة لم تلعب في منتصف ويلز لكرة القدم، ولكنها انتقلت إلى غرب ميدلاندز (الإقليمية) الدوري (الإنجليزي لكرة القدم system) في عام 1994. النادي العودة ولكن Montgomeryshire الدوري في موسم 2014-15.
- المطران مدينة قلعة لم تلعب في Montgomeryshire الدوري، ولكنها انتقلت إلى مقاطعة شروبشاير الدوري (الإنجليزي لكرة القدم system) في عام 2010. النادي العودة إلى Montgomeryshire الدوري في موسم 2016-17.

 ←  : ويلز في إنجلترا
- كارديف سيتي يلعب في الدوري الإنجليزي الدرجة الأولى
- سوانسي سيتي اللعب في الدوري الانجليزي الدرجة الأولى
- نيوبورت كاونتي يلعب في الدوري الإنجليزي الدرجة الثانية
- ريكسهام اللعب في الدوري الوطني
- كولوينباي تلعب في شمال الدوري الممتاز شعبة واحدة شمال
- Merthyr المدينة تلعب في جنوب دوري كرة القدم الممتاز شعبة
- وبالإضافة إلى ذلك، ديفا ملعبالوطن، تشيستر سابقا إلى البائد مدينة تشيستر، تمتد إنجلترا–ويلز الحدود، كامل الملعب في ويلز (على الرغم من مكاتب النادي، والتي هي جزء من مجمع ملعب في إنجلترا).

على الرغم من كل ما سبق أندية تلعب في الدوري الإنكليزي لكرة القدم النظام ويسمح للتنافس في كأس الاتحاد الانجليزي، Wrexham, كولوينباي و Merthyr المدينة هي من اختصاص اتحاد كرة القدم في ويلز التأديبية أو لأغراض إدارية. سوانزي سيتي، كارديف سيتي ونيوبورت في مقاطعة سابقا نفس الحكم حتى الترتيب مع الاتحاد الإنجليزي لموسم 2011-12 فصاعدا الذي يرى الويلزية الأندية اللعب في أعلى أربعة أقسام اللغة الإنجليزية لكرة القدم تحت إدارة الاتحاد الإنجليزي.
كارديف سيتي (1921-29, 1952-57, 1960-62, 2013-14 و 2018-) سوانسي سيتي (1981-83 و 2011-18) قد لعب في دوري الدرجة الأولى الإنكليزي لكرة القدم (حاليا الدوري الممتاز). مدينة كارديف هي أيضا فقط غير الإنجليزية الجانب الذي فاز بكأس الاتحاد الإنجليزي، الفوز بها في عام 1927 ؛ هم مرة أخرى في الوصول إلى النهائي في عام 2008، مما دفع الإنجليزي إلى تغيير القواعد للسماح الويلزية أندية لتمثيل إنجلترا في البطولات الأوروبية أن كانوا مؤهلين للقيام بذلك. سوانسي سيتي فاز 2012-13 كأس الرابطة، وهي أول ويلز القائم على نادي للتأهل المنافسة الأوروبية من خلال المكان المخصص الإنجليزي لكرة القدم.
التالية الويلزية الأندية أيضا لعبت في الدوري الإنكليزي لكرة القدم:
- بانغور سيتي
- باري تاون
- مدينة بريدجند
- كايرنارفون المدينة
- Newtown
- رهيل
- Treharris[5]

The following defunct Welsh clubs also played in the English league system:

## أوروبا القارية
1. ↑  Conn، David (12 نوفمبر 2009). "Premier League clubs reject Old Firm but consider expansion". The Guardian. مؤرشف من الأصل في 2019-12-12. اطلع عليه بتاريخ 2015-11-13.
2. ↑  League entry denied نسخة محفوظة 20 يناير 2018 على موقع واي باك مشين.
3. ↑  Scott، Matt (6 مايو 2011). "Football Association breaks Welsh jurisdiction over Cardiff and Swansea". The Guardian. مؤرشف من الأصل في 2018-06-23. اطلع عليه بتاريخ 2012-01-20.
4. ↑  FA approves Cardiff for Uefa Cup نسخة محفوظة 23 يونيو 2018 على موقع واي باك مشين.
5. ↑  Twydell، Dave (5 نوفمبر 2001). Denied F.C.: The Football League Election Struggles. Yore Publications. ص. 24. ISBN:1-85983-512-0.